# Boisset-Saint-Priest
Boisset-Saint-Priest település Franciaországban, Loire megyében. Lakosainak száma 1284 fő (2022. január 1.). Boisset-Saint-Priest Chenereilles, Saint-Georges-Haute-Ville, Saint-Marcellin-en-Forez, Saint-Romain-le-Puy, Soleymieux és Sury-le-Comtal községekkel határos.

## Népesség
A település népességének változása:
| Lakosok száma | 570  | 672  | 793  | 981  | 1189 | 1209 | 1223 | 1252 | 1259 | 1284 |
|               | 1968 | 1982 | 1990 | 2006 | 2013 | 2015 | 2017 | 2019 | 2020 | 2022 |